# João Alfredo
João Alfredo é um município brasileiro do estado de Pernambuco, localizado no Agreste setentrional do estado. João Alfredo, caracteriza-se por ter uma das maiores feiras livres dessa região, além de ser também o polo moveleiro. O município é composto pelos Bairros da: Boa Vista, Manoel Vidal, Zezé Negro Monte, Asa Branca, Monsenhor Jonas, Neco de Léo, Raul Soares, Oswaldo Lima, Mãe Rainha, Bultrins, São José, Nossa Senhora Aparecida e pelos povoados de: Tamanduá, Brejinhos, Campos do Borba, Lagoa Funda, Melancia, Capau, Ribeiro Grande e Serrote e também as povoações de: Pau Santo do Imbé, Jenipapo, Imbé, Engenho Borba, Cajueiro, Catolé, Fundão, Roque, Olho D`Água Cercado, Estaca, Aroeiras, Pau Santo de Aroeiras, Tamanduá de Geminiano, Lajes, Cachoeira, Serra Verde, Sororoca, Serra de Pedra, Cruzeiro, Cascavel, Antas, Parari, Oiteiro, Chã de Camará.